# Trinectes fonsecensis
Trinectes fonsecensis е вид лъчеперка от семейство Achiridae. Видът не е застрашен от изчезване.

## Разпространение
Разпространен е в Гватемала, Еквадор, Колумбия, Коста Рика, Мексико, Никарагуа, Панама, Перу, Салвадор и Хондурас.